# Vasilij Petrovič Obolenski
Knez Vasilij Petrovič Obolenski (rusko Василий Петрович Оболенский), ruski general, * 1780, † 1834.
Bil je eden izmed pomembnejših generalov, ki so se borili med Napoleonovo invazijo na Rusijo; posledično je bil njegov portret dodan v Vojaško galerijo Zimskega dvorca.

## Življenje
Leta 1783 je bil vpisan v vojaško službo in sicer v Narški pehotni polki. 25. junija 1785 je bil povišan v zastavnika, 4. julija istega leta v podporočnika in 12. avgusta 1785 v stotnika. 
Leta 1792 je bil odpuščen iz vojaške službe s činom majorja. Ponovno je bil sprejet v vojsko leta 1801 in sicer v Olonecki mušketirski polk, s katerim se je udeležil bojev s Francozi leta 1805 in 1806-07. 
14. oktobra 1811 je bil povišan v polkovnika in bil premeščen v ulanski polk; postal je adjutant princa Georgija Golštejn-Oldenburga. Od 5. junija 1812 naprej je sodeloval pri ustanavljanju rednih polkov ukrajinskih Kozakov. Že čez dva dni je bil imenovan za poveljnika 3. ukrajinsko-kozaškega polka in 24. februarja 1813 za poveljnika 3. ukrajinskega polka. 28. septembra istega leta je bil povišan v generalmajorja.
1. septembra 1814 je postal poveljnik 2. brigade Ukrajinske kozaške divizije. Od 26. oktobra 1816 do 19. januarja 1822 je opravljal dolžnost poveljnika 2. armade.